# Леру, Шарль (композитор)
Шарль Эдуард Габриэль Леру (фр. Charles Edouard Gabriel Leroux; 13 сентября 1851, Париж — 4 июля 1926) — французский композитор и военный дирижер, основатель нового «европейского» стиля в японской музыке периода Мэйдзи.

## Биография
Родился 13 сентября 1851 года в Париже в семье мебельных фабрикантов. С детства учился музыке. В 1870 году поступил в Парижскую консерваторию по классу фортепиано профессора Мармонтель. В 1872 году был призван на военную службу и направлен в 62-й пехотный полк. В следующем году стал военным музыкантом. В 1875 году переведён в 78-й пехотный полк помощником капельмейстера. В 1879 году стал капельмейстером. Занимался аранжировкой для духового оркестра и фортепиано.
В 1884 году в составе 3-й группы военных советников прибыл в Японию. Сменил Гюстава Шарля Дезире Драгона на должности инструктора армейских военных оркестров в первые годы существования Имперской армии Японии.
В 1886 году был награждён Орденом Восходящего Солнца 5-й степени. В 1889 году вернулся во Францию, где был назначен капельмейстером 98-го пехотного полка с дислокацией в Лионе. В 1899 году получил чин капельмейстера первого класса (равный званию капитана). В 1900 году был награждён Орденом Почетного Легиона. В 1906 году вышел в отставку и поселился в шахтерском городке Монсо-ле-Мин, где руководил местным духовым оркестром. В последние годы жил в Версале, где и скончался 4 июля 1926 года в возрасте 74 лет.

## Произведения
Самыми известные произведения Леру — музыка к песне Тоямы Масакадзу «Батто: тай» (яп. 抜刀隊 «С лезвием наголо») и написанная им собственноручно «Фусо: ка» (яп. 扶桑歌 «Песня о Стране Шелковичных Деревьев»). Впоследствии он объединил эти два мотива в композиции «Армейский марш», которая стала официальным гимном Имперской армии Японии. Кроме того, Шарль Леру является автором многих произведений для фортепиано.
В 1910 году был опубликован его труд «La Musique Classique Japonaise» (Японская классическая музыка) — первое изданное на Западе сочинение про японскую музыку.

### Гимн Имперской армии Японии

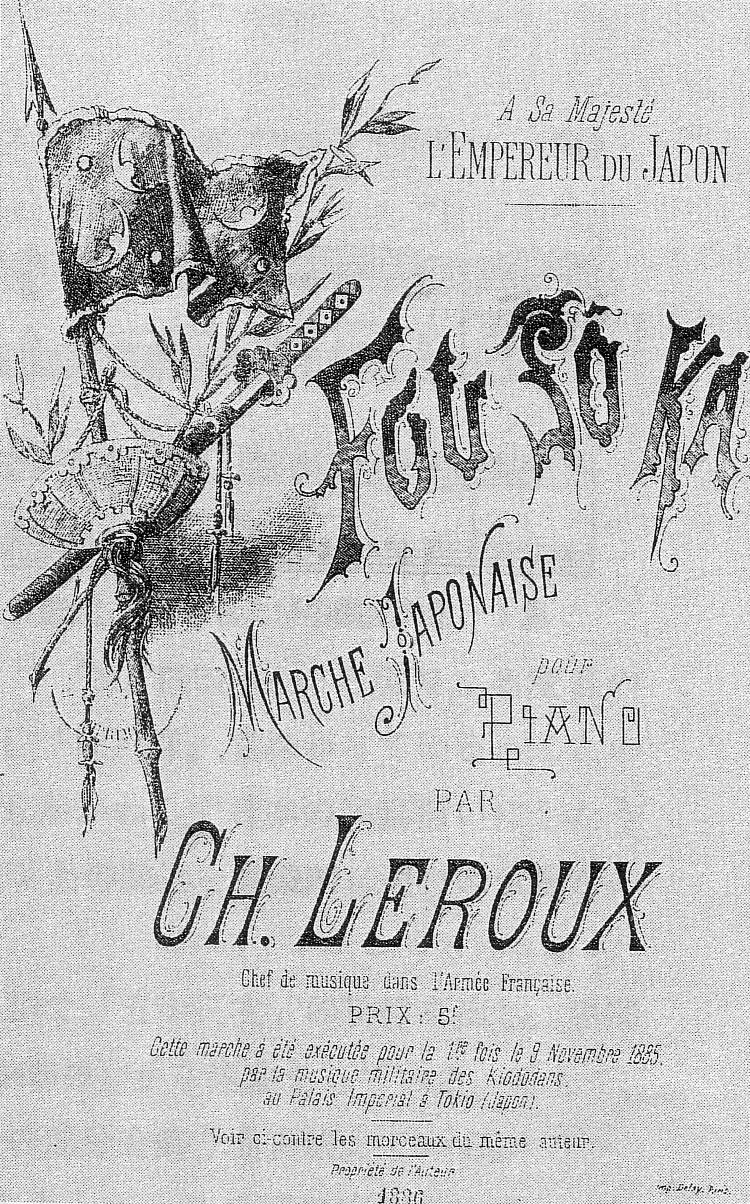
Обложка партитуры «Fou So Ka»

Гимн составлен 1886 года на мотивы двух произведений — «Фусо: ка» и «Батто: тай». Кроме армии также является маршем японской полиции.
«Батто: тай» — вторая японская военная песня «западного стиля» после «Мия-сан, мия-сан». Она стала откликом на войну 1877 года, когда повстанцев возглавил бывший генерал Такамори Сайго. В решающем жестоком бою восставшим самураям противостояли войска «нового образца» Императора Мэйдзи. 
В 1882 году был опубликован первый сборник поэзии «В западном стиле», в который вошёл стих проректора по литературной кафедры Токийского университета Масакадзу Тоямы «Песня отряда с обнаженными мечами». В качестве образца он использовал американские походные песни, так как в 1870-е годы учился в Мичиганском университете. Французский инструктор армейского оркестра Шарль Леру написал к нему музыку, и в июле 1885 года на большом концерте в недавно построенном «Рокумейкани»(яп. 鹿鳴館) состоялась премьера произведения в присутствии Его Величества Императора Японии. Песня стала чрезвычайно популярной во всех слоях общества.
Фрагмент текста песни:

Мы — императорская армия, и враги Императора — наши враги, которым нет пощады под небесами
 Генерал противника — пример отчаянной храбрости, а его солдаты — бесстрашные и не боятся смерти,

И с исконно заговорщиками и предателями, проклятыми небесами, не видать хорошей жизни.

## Награды
- Орден Восходящего Солнца 5-й степени
- Орден Почетного легиона